# ヤマハ・チャンプ
チャンプ（Champ） は、かつてヤマハ発動機が製造販売していたスクータータイプのオートバイ（原動機付自転車）。
チャンプ (Champ) とは、英語で「選手権保持者」・「優勝者」などを意味するチャンピオン (Champion) の短縮形。

## 概要
同社の人気車種ジョグの兄弟モデル（スポーティ版）として登場。その素性の良さから、スクーターレースのベースマシンに採用されることも多かった。

## モデル一覧

### チャンプ50
チャンプ50は1984年4月に発売された。搭載されるエンジンは5.2psを発揮する空冷2サイクル単気筒。足回りには前輪に太めの8インチ (3.00-8) 、一方でリアには細めの10インチ (2.75-10) という変則パターンのタイヤを採用。これによりジョグと比較してシャープなハンドリングを実現。
発売当初のカラーヴァリエーションは、白/赤（ベース/アクセント）及び白/青の2つがあり、同年12月には黒/赤が1つと赤/黒のものが2つの合計3つが追加設定された。これらには車両本体価格119,000円の、一般的なアナログのスピードメーター仕様（車体番号：54V、型式番号：CJ50EM）の他に、1万円高でデジタルメーターとプラスティック製リッド（フロント内側の荷物入れ）が装備されたモデル（55T、CJ50EE）も用意されていた（発売開始は1ヶ月遅れの5月から）。
1985年5月には、最高出力が5.5psへ引き上げられ、これまでの機械式チョークから電気式のオートチョークへ変更された（価格は変わらず119,000円。1JX、CJ50E）。
また、1986年7月には、最高出力が5.8psまで引き上げられた（価格は122,000円。2FX、CJ50E）。同時に、30Wのハロゲンヘッドライトや強化フロントフォーク、リアにガスショックを採用した「チャンプ・スペシャル」（価格129,000円、2GN、CJ50ES）もラインアップに加わった。

### チャンプ80
チャンプ80（2GM、CJ80）は1986年7月に発売された。価格は149,000円。カラーは白/青と黒/灰色の2つ。
50cc版とほぼ同等のサイズで、乗車定員も50cc版と同じく1人であるが、エンジン排気量を80ccにした原付二種モデル。定格出力は7.0ps。電気式オートチョークキャブレターを採用した。また、大径のフロントドラムブレーキや、セリアーニ式フロントテレスコピックフォーク、リアガスショックを備える。また制限速度が30km/hを超えることから、50ccモデルではすべてオプション扱いの左バックミラーが標準装備されている。
他には速度計が80km/h表示となり、30km/h超過時の速度警告灯がハイビームの表示灯に変更、フロントホイールもブレーキの大径化に伴い一部意匠を変更、リアホイールも4本スポーク化され、排気量アップに伴い吸・排気口が追加され、チャンバー形状も変更されている。
当然ながら50cc版よりもパワフルな走りを実現し、一般公道での30km/h制限や2段階右折などからも解放されるモデルとして、自動二輪車に乗っている人々のセカンドマシンとされることも多かった。

### チャンプRS
チャンプRS（2NA 及び 3NH1、CJ50RS）は1987年4月に発売された、チャンプ（50cc）をベースにしたスポーティーグレード。
チャンバータイプマフラーを装備したエンジンは6.3psにまでパワーアップされ、当時の50ccスクーターの中でも最強と言われる走りを実現したモデル。それに併せてフロントがディスクブレーキ化された。またオリジナルの前後異径・フロント8インチは、その軽快さと引き替えにタイヤ選択の幅が狭まり、またウェット路面での不安定さから改善を求める声も多く、RSでは前後とも3.00-10サイズを採用した。他にはチャンプ80でも採用されていたセリアーニ式テレスコピックフロントフォークやリアガスショックなども装備された。他には、エアロアンダーカウルやアルミ製ハンドルバーエンドキャップ、小型で非実用的なリヤキャリアなどが採用され、見た目もよりレーシーになった。
カラーリングはレーシングイメージを狙って、ヤマハレーシングチームのワークスカラーを意識したものが多い。当初、ヤマハワークスカラー仕様（白/赤・ストロボカラー）、マールボロ（白/朱色）カラー仕様、ゴロワーズカラー（青/水色・黄色）仕様の3つが販売され、以降、限定車として、当時の同社ワークスのエースライダーであった平忠彦のマシンYZR500と共通の資生堂「TECH21」カラーが1987年7月と1988年5月に限定発売され、1988年7月にはネスカフェ・アメリカーナレーシングチームカラー（白/銀、このモデルのみ形式が3NH1）も限定でリリースされた。1988年4月に追加された黒単色のみのモデルワークスカラーではない唯一のモデルである。
このシリーズは当初、社外製のチューニングパーツも数多く用意されたことから、当時の高校生などには人気が高かった。しかし車両本体価格が144,000円とチャンプやジョグよりも高価であったこと、メットインスクーター全盛期を迎えたこと、安価な車種が6.3psを超えるエンジンを装備するに至り、オリジナルのチャンプも含め、スポーツ指向の後継シリーズは発表されず終いとなった。

### チャンプCX
チャンプCX（3FC、CX50）は1988年3月に発売された。白/赤、白/青、黒/白、赤/白、紺/白の5つの車体色で、車両本体価格は139,000円。
チャンプRSの6.3psを維持（但しフロントブレーキはドラムのまま）したまま、シート下にヘルメットスペースを設けた、チャンプシリーズ唯一のメットイン・スクーターである。
他にもチューブレスタイヤの初採用などがある。また、バックミラーはこのモデルから、現在まで続く同社の原付スクーターが採用しているものに変更された。
メットインタイプの実用性を得るために、デザインもこれまでのチャンプとは大幅に異なり、従来のチャンプとのスポーツイメージと訣別するモデルとなった。このこともあって、このモデルのライダーは、それまでの若者層から、上にシフトしている。また、このモデルの発売によって、50cc版のチャンプはRSを除き生産が終了した。これらのことから、若者の人気は同社ではジョグなどに移っていった（代わりとして、ジョグにスポーティーモデルが相次いで追加された）。